# Dennis Aogo
Dennis Aogo [ˈdɛnɪs ʔaˈʔoːɡo] (* 14. Januar 1987 in Karlsruhe) ist ein ehemaliger deutscher Fußballspieler. Er wurde als Linksverteidiger und im defensiven Mittelfeld eingesetzt und war deutscher Fußballnationalspieler.

## Vereinskarriere

### Anfänge
Aogo, Sohn eines nigerianischen Vaters und einer deutschen Mutter, wuchs in Karlsruhe-Oberreut auf und begann 1993 beim Bulacher SC mit dem Fußballspielen. Er wechselte mit sieben Jahren zum Karlsruher SC. Er trainierte in der Zeit als U15- und U17-Spieler parallel zum KSC-Training oft beim FV Grünwinkel mit. Von 2000 bis 2002 spielte er für den SV Waldhof Mannheim. 2002 wechselte er in die Freiburger Fußballschule. Am 27. Oktober 2004 absolvierte er sein erstes Bundesligaspiel für den SC Freiburg, als er beim Spiel gegen den Hamburger SV eingewechselt wurde. Für Freiburg erzielte er auch seinen ersten Bundesligatreffer, als er bei der 1:3-Auswärtsniederlage gegen den VfL Bochum am 19. Februar 2005 zum zwischenzeitlichen 1:2 traf.

### Hamburger SV

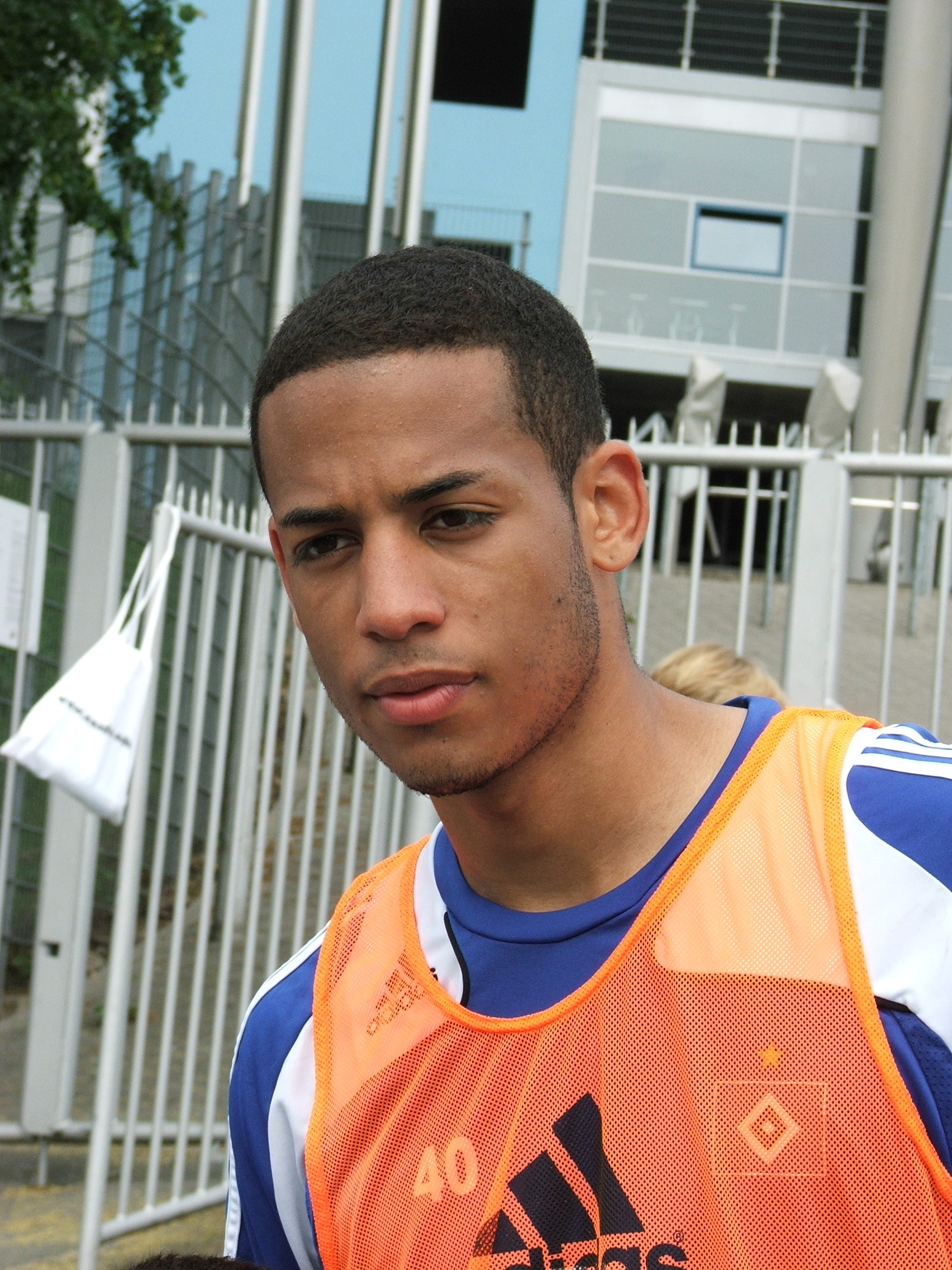
Dennis Aogo beim HSV (2009)

Zur Saison 2008/09 wechselte er zum damaligen Europapokalteilnehmer Hamburger SV, bei dem er einen Vierjahresvertrag unterschrieb. Am 26. Oktober 2008 erhielt Aogo gegen die TSG 1899 Hoffenheim seinen ersten Einsatz beim Hamburger SV. Am folgenden Spieltag stand er in der Startelf, da sowohl Marcell Jansen als auch Timothée Atouba verletzungsbedingt nicht spielen konnten. Im Laufe der Saison erarbeitete Aogo sich einen Stammplatz. Im UEFA-Pokal erreichte er mit dem HSV 2009 und 2010 das Halbfinale. Seinen ersten Pflichtspieltreffer für Hamburg erzielte Aogo im Zweitrundenspiel des DFB-Pokals gegen Eintracht Trier am 25. Oktober 2011, das der HSV mit 2:1 gewann.
Zwischenzeitlich war Aogo der dienstälteste Spieler im Profikader des HSV und Mitglied des Mannschaftsrats.
Im August 2013 wurden Aogo und sein Mannschaftskamerad Tomás Rincón vom HSV für ein Spiel suspendiert, nachdem sie nach einer 1:5-Heimniederlage gegen die TSG 1899 Hoffenheim zwei trainingsfreie Tage zu einer Reise nach Mallorca genutzt hatten.

### FC Schalke 04
Wenige Tage später wurde Aogo inklusive einer Kaufoption bis zum Ende der Saison 2013/14 an den FC Schalke 04 ausgeliehen. Bei den Schalkern wurde er als linker Außenverteidiger und im defensiven Mittelfeld eingesetzt. Er gehörte zu den konstanteren Spielern des Kaders in einer Phase, in der die Leistung der Mannschaft sehr schwankte. Am 29. November 2013 zog sich Aogo im Training bei einem Zusammenstoß mit Ralf Fährmann einen Kreuzbandriss im linken Knie zu und fiel für den Rest der Saison aus. Dennoch wurde er am 12. Februar 2014 von Schalke 04 fest verpflichtet. Er erhielt einen bis 2017 gültigen Vertrag mit einer Option auf ein weiteres Jahr. Nach einer rund achtmonatigen Rehabilitation trat Aogo am 19. Juli 2014 bei einem Benefizspiel wieder an.
Zur Saison 2014/15 war Aogo in der Hinrunde sowohl im defensiven Mittelfeld als auch als linker Außenverteidiger im Einsatz. In der Hinrunde verpasste er nur zwei Spiele. In der Champions League bestritt er alle sechs Gruppenspiele. Im Trainingslager in Doha während der Winterpause zog er sich eine Muskelverletzung zu und verpasste den Auftakt zur Rückrunde. Nach seiner Genesung und drei Spielen in der Liga verpasste er im März 2015 alle Pflichtspiele aufgrund von Rückenproblemen. Am 5. April 2015, dem 27. Spieltag, absolvierte er sein erneutes Comeback und bestritt bis Saisonende alle Ligaspiele. Am Ende der Saison hatte er in der Bundesliga 25 Spiele bestritten, in dem er eine Torvorlage gab.
Unter Trainer André Breitenreiter sicherte sich Aogo in der Hinrunde der Saison 2015/16 seinen Stammplatz als linker Außenverteidiger. Sein zum Saisonende 2016/17 auslaufender Vertrag wurde nicht verlängert.

### VfB Stuttgart
Am 9. August 2017 wechselte Aogo zum VfB Stuttgart. In der Saison 2017/18 kam er unter den Cheftrainern Hannes Wolf und Tayfun Korkut auf 29 Bundesligaeinsätze. Am Saisonende belegte der VfB den 7. Platz. In der Saison 2018/19 kam Aogo unter Korkut und dessen Nachfolgern Markus Weinzierl und Nico Willig 15-mal in der Bundesliga zum Einsatz. Der VfB belegte den Relegationsplatz und stieg nach der verlorenen Relegation gegen den 1. FC Union Berlin in die 2. Bundesliga ab. Anschließend verließ Aogo den Verein mit seinem Vertragsende.

### Hannover 96
Anfang September 2019 schloss sich Aogo dem Mitabsteiger Hannover 96 an. Er unterschrieb einen Vertrag bis zum Ende der Saison 2019/20. Unter Mirko Slomka kam Aogo bis Anfang November auf vier Einsätze in der 2. Bundesliga. Aufgrund einer Reizung der Achillessehne kam er unter dem neuen Cheftrainer Kenan Koçak nicht mehr zum Einsatz. Ende Januar 2020 einigten sich Aogo und der Verein auf eine Vertragsauflösung.
Ende August 2020 entschloss sich Aogo, der nach seinem Engagement in Hannover keinen neuen Verein mehr gefunden hatte, seine aktive Karriere nach 340 Erst- und Zweitligaspielen zu beenden.

## Nationalmannschaft

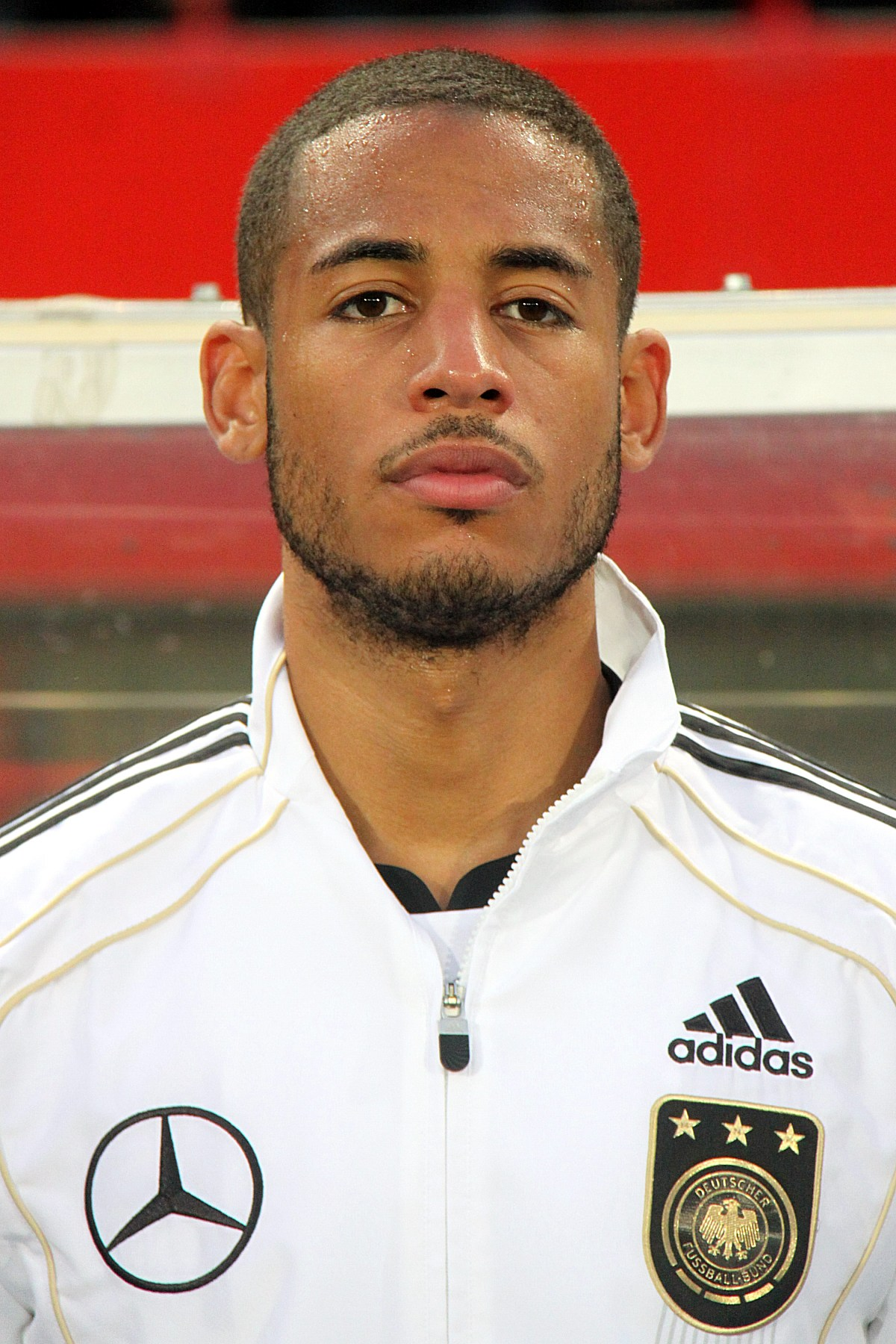
Aogo im Trikot der Nationalmannschaft

Am 23. März 2007 debütierte Aogo in der deutschen U21-Nationalmannschaft. Beim Spiel gegen Österreich stand er in der Startaufstellung. Sein größter internationaler Erfolg war der Gewinn der Europameisterschaft 2009 in Schweden unter Bundestrainer Horst Hrubesch. Im Finale gegen England kam Aogo sieben Minuten vor dem Ende zu einem Kurzeinsatz.
Am 21. Januar 2010 wurde Aogo von Bundestrainer Joachim Löw erstmals in den A-Kader der Nationalmannschaft berufen, um an einem Leistungstest im Hinblick auf die WM 2010 in Südafrika teilzunehmen. Am 6. Mai 2010 berief Löw ihn in den erweiterten Kader für die WM 2010. Am 13. Mai 2010 gab Aogo sein Debüt in der A-Nationalmannschaft. Beim Spiel gegen Malta stand er in der Anfangsformation. Am Ende schaffte er es in den endgültigen Kader. Bei der Weltmeisterschaft 2010 kam Aogo beim 3:2-Sieg gegen Uruguay im Spiel um Platz 3 als linker Verteidiger zum Einsatz.
Obgleich Aogo beim HSV in der Saison 2011/12 schwache Leistungen bot, hielt Löw an ihm fest und berief ihn gegen Frankreich in den Kader für das erste Testspiel im Jahr 2012. Durch den verletzungsbedingten Ausfall von Kapitän Philipp Lahm rutschte Aogo in die Startelf und stand nach der 1:2-Niederlage im Fokus der Kritik. Für die EM 2012 in Polen und der Ukraine wurde er daraufhin nicht berücksichtigt.
Im Mai 2013 erhielt er nach einem Jahr wieder eine Nominierung für die DFB-Auswahl, als er von Löw für die Spiele im Rahmen der USA-Reise gegen Ecuador und gegen die Vereinigten Staaten nominiert wurde. Am 29. Mai 2013 hatte Aogo in Boca Raton beim 4:2-Sieg gegen Ecuador seine Rückkehr in die Nationalmannschaft nach einem Jahr. Am 2. Juni 2013 bestritt Aogo gegen die USA sein letztes von insgesamt zwölf Länderspielen für Deutschland.

## Nach der aktiven Karriere
Nach Ende seiner Fußballerkarriere arbeitete er als Experte für Sky Sport. Im Rahmen der Spielanalyse des Champions-League-Halbfinales zwischen Manchester City und Paris Saint-Germain am 4. Mai 2021 sagte er über die City-Spieler, sie „trainieren bis zum Vergasen“. Aogos Ausdrucksweise sorgte aufgrund der sprachlichen Nähe zur Massenmordpraxis im Holocaust für Kritik. Daraufhin entschuldigte er sich öffentlich und gab bekannt, seine Arbeit für Sky vorerst ruhen lassen zu wollen.
Kurz zuvor hatte Dennis Aogo eine Nachricht von Jens Lehmann öffentlich gemacht, in der ihn dieser als „Quotenschwarzen“ bezeichnet hatte. Lehmann hatte daraufhin verschiedene Posten verloren und sich im persönlichen Gespräch bei Aogo entschuldigt. Der gab an, dass er nicht glaube, dass Lehmann ein Rassist sei.
Im Mai 2021 war Aogo gemeinsam mit Dennis und Jens Duve kurzzeitig als Geschäftsführer des österreichischen Zweitligisten FC Wacker Innsbruck tätig.

## Spielweise
Aogo spielte sowohl auf der Position des linken Außenverteidigers, als auch im defensiven Mittelfeld. Geschätzt wurden sein Umgang mit dem Ball am Fuß, seine läuferischen Fähigkeiten und seine gute taktische Ausbildung. Ex-Jugendbundestrainer Horst Hrubesch sagte über Aogo, er habe „einen guten linken Fuß, [sei] clever, taktisch flexibel und [könne] einen guten Diagonalball spielen“. Früher wurde sein Spiel in der Vorwärtsbewegung bemängelt. Später galt er als Spieler, der gleichzeitig in der Defensive für Stabilität und in der Offensive für Akzente sorgen konnte. 
Kritisiert wurde sein manchmal langsamer, weil zu lässiger Spielaufbau. Dies führte Aogo auf seine nigerianische Herkunft zurück, da dort der Fußball durch eine Mischung aus technischer Versiertheit und zugleich einer gewissen Lässigkeit interpretiert werde.

## Erfolge
Nationalmannschaft
- Dritter der Weltmeisterschaft 2010
- U21-Europameister 2009

Auszeichnungen
- Silbernes Lorbeerblatt: 2010
- Mitglied der VDV 11: 2009/10

## Privatleben
- Während seiner Zeit beim SC Freiburg leistete Aogo ein Freiwilliges Soziales Jahr in einem Seniorenheim ab.[28]
- Von 2002 bis 2004 besuchte Aogo die Max Weber-Schule in Freiburg
- Ab Februar 2011 war Dennis Aogo als Darsteller der Werbespots von nutella im Fernsehen zu sehen.[29]
- Aogo unterstützt die Initiative Common Goal.[30]
- Seit 2020 haben er und seine Frau den OMR-Podcast Liebe hat (k)einen Preis. Zudem wirkt er seit 2020 am OneFootball-Podcast Sektion Radioverbot mit.

- Aogo, dessen Vater sehr gläubig und dessen Großvater Pastor in Nigeria gewesen war,[31] ist überzeugt davon, dass er aus der Bibel und christlichen Büchern Kraft gewinnt. „Ich bin dabei, mich komplett zu bekehren“, erklärte Aogo, „ich möchte es von jetzt an richtig durchziehen, nach christlichen Gesetzen zu leben. Konsequent. Der Glaube gibt mir sehr viel Kraft.“[32]

- Als Schalker Spieler entschied sich Aogo für eine Wohnung in Düsseldorf, um auf der Straße nicht sofort erkannt zu werden und „daher relativ in Ruhe auch etwas Privates unternehmen“ zu können.[33] Im Mai 2016 heiratete er die damalige Friseurin Ina Toennes, die er in einem Salon von Udo Walz kennenlernte.[34] Im selben Jahr wurden die beiden Eltern eines Mädchens.[35] Seit 2020 sind sie Eltern eines Jungen.[36] 2021 zog die Familie in eine Gated Community in Dubai in die Gesellschaft weiterer deutscher Prominenter. Dennis Aogo arbeitet seitdem als Spielerberater und Experte für Bundesligaspieler, Ina Aogo berichtet als Influencerin über ihren Alltag im Emirat.[34]